# Andrew Norman Meldrum
Pour les articles homonymes, voir Meldrum (homonymie).
Andrew Norman Meldrum est un chimiste et historien de la chimie écossais, né le 19 mars 1876 à Alloa en Écosse et mort le 12 mars 1934 à Édimbourg. Il a laissé son nom à l'acide de Meldrum.

## Biographie
Andrew Norman Meldrum est né le 19 mars 1876 à Alloa en Écosse. Après sa scolarité au Gordon's College (en), il entre au Royal College of Science en 1893. Après un passage à Liverpool, il soutient sa thèse de doctorat à l'université d'Aberdeen.
Il travaille ensuite à l'université de Sheffield, puis, à partir de 1907, devient Carnegie Research Fellows à Manchester. En 1912, il part en Inde pour enseigner à Ahmedabad puis, à partir de 1918, à l'université de Bombay au sein de l'Institut royal des sciences (en) dont il est le principal de 1925 à 1931, année où il prend sa retraite et rentre à Édimbourg.
Il meurt le 12 mars 1934, peu de temps après le décès de son fils.